# Via Claudia Nova
Via Claudia Nova var en romersk väg som byggdes i Abruzzo 47 e.Kr. för att sammanbinda via Cecilia med via Claudia Valeria. Det råder osäkerhet om vägens sträckning. Några källor uppger att vägen utgick från Amiternum, medan andra hävdar att den passerade antikens Foruli (dagens frazione Civitatomassa i kommunen Scoppito i provinsen L'Aquila). Vägen slutar vid via Claudia Valeria, nära Popoli där floderna Tirino och Aterno flyter samman. På vägen passerade Via Claudia Nova Peltuinum och Ocritium. 
Vägen har fått sitt namn från kejsar Cladius som lät bygga den.